# Afroapoderus perfectus
Afroapoderus perfectus is een keversoort uit de familie bladrolkevers (Attelabidae). De wetenschappelijke naam van de soort werd in 1899 gepubliceerd door Faust.